# In-Site-Editing
In-Site-Editing ist ein Verfahren, bei dem ein Redakteur Änderungen in einem Web-Content-Management-System direkt auf der Website vornehmen kann. Dabei sieht der Redakteur die Website genau so, wie sie auch beim Betrachter ohne Bearbeitungsfunktionen erscheint. Dies ist ähnlich wie bei einem WYSIWYG-Editor, allerdings braucht dazu keine Zusatzsoftware, wie z. B. Microsoft FrontPage, installiert zu werden.
Oftmals ist es sogar möglich, Texte und Dokumente aus fremden Quellen (z. B. Microsoft Word) ohne Verlust der Formatierung zu übernehmen – dies ist im Vergleich zum Off-Site-Editing ein erheblicher Fortschritt. Wikis wie Wikipedia verwenden das Off-Site-Editing (Quelltext-Editor), dort wird das Bearbeiten eines Artikels in einem Textfeld vorgenommen, und seit einiger Zeit auch einen In-Site-Editor (visueller Editor). 
In-Site-Editing wird etwa vom Internet Explorer ab Version 5.5 und Mozilla mit der mozile-Erweiterung unterstützt. Hierbei wird ein DIV-Element der Auszeichnungssprache HTML über ein sogenanntes Style-Attribut editierbar gemacht.